# Tir aux Jeux olympiques d'été de 2024 - Pistolet à 10 m air comprimé hommes
Navigation
Tokyo 2020 Los Angeles 2028
L'épreuve masculine de pistolet à 10 mètres air comprimé des Jeux olympiques d'été de 2024 se déroule les 27 et 28 juillet 2024 au Centre national de tir sportif à Châteauroux, en France, à environ 260 km au sud de Paris.

## Records
Avant cette compétition, les records dans cette discipline étaient les suivants : 

## Programme
| Date                | Horaire | Manche        |
| ------------------- | ------- | ------------- |
| Samedi 27 juillet   | 09 h 00 | Qualification |
| Dimanche 28 juillet | 09 h 30 | Finale        |

## Médaillés
| Or           | Argent                      | Bronze                 |
| Xie Yu (CHN) | Federico Nilo Maldini (ITA) | Paolo Monna (en) (ITA) |

## Résultats détaillés

### Qualification
Les 8 meilleurs tireurs se qualifient pour la finale (Q).
| Rang | Athlète               | Pays                          | Séries | Séries | Séries | Séries | Séries | Séries | Total | 10 intérieurs | Notes |
| Rang | Athlète               | Pays                          | 1      | 2      | 3      | 4      | 5      | 6      | Total | 10 intérieurs | Notes |
| ---- | --------------------- | ----------------------------- | ------ | ------ | ------ | ------ | ------ | ------ | ----- | ------------- | ----- |
| 1    | Damir Mikec           | Serbie                        | 99     | 97     | 96     | 98     | 97     | 97     | 584   | 17            | Q     |
| 2    | Federico Nilo Maldini | Italie                        | 96     | 97     | 95     | 98     | 99     | 96     | 581   | 16            | Q     |
| 3    | Christian Reitz       | Allemagne                     | 95     | 97     | 96     | 97     | 100    | 95     | 580   | 22            | Q     |
| 4    | Lee Won-ho            | Corée du Sud                  | 98     | 98     | 95     | 95     | 95     | 99     | 580   | 19            | Q     |
| 5    | Paolo Monna           | Italie                        | 95     | 97     | 97     | 97     | 98     | 95     | 579   | 18            | Q     |
| 6    | Xie Yu                | Chine                         | 98     | 96     | 94     | 96     | 97     | 98     | 579   | 16            | Q     |
| 7    | Enkhtaivany Davaakhüü | Mongolie                      | 96     | 96     | 96     | 96     | 96     | 98     | 578   | 21            | Q     |
| 8    | Robin Walter          | Allemagne                     | 96     | 98     | 93     | 97     | 97     | 96     | 577   | 17            | Q     |
| 9    | Sarabjot Singh        | Inde                          | 94     | 97     | 96     | 100    | 93     | 97     | 577   | 16            |       |
| 10   | İsmail Keleş          | Turquie                       | 96     | 97     | 95     | 96     | 97     | 96     | 577   | 15            |       |
| 11   | Viktor Bankin         | Ukraine                       | 97     | 96     | 93     | 96     | 96     | 98     | 576   | 20            |       |
| 12   | Pavlo Korostylov      | Ukraine                       | 97     | 98     | 98     | 93     | 95     | 95     | 576   | 20            |       |
| 13   | Yusuf Dikeç           | Turquie                       | 97     | 96     | 100    | 95     | 94     | 94     | 576   | 18            |       |
| 14   | Cho Yeong-jae         | Corée du Sud                  | 96     | 98     | 96     | 95     | 98     | 92     | 575   | 21            |       |
| 15   | Nikita Chiryukin      | Kazakhstan                    | 93     | 98     | 94     | 96     | 99     | 95     | 575   | 19            |       |
| 16   | Kiril Kirov           | Bulgarie                      | 96     | 96     | 96     | 95     | 95     | 97     | 575   | 16            |       |
| 17   | Michele Esercitato    | Canada                        | 99     | 96     | 95     | 96     | 95     | 94     | 575   | 13            |       |
| 18   | Arjun Singh Cheema    | Inde                          | 96     | 97     | 97     | 94     | 93     | 97     | 574   | 17            |       |
| 19   | Zhang Bowen           | Chine                         | 95     | 97     | 94     | 97     | 95     | 95     | 573   | 21            |       |
| 20   | Jason Solari          | Suisse                        | 94     | 94     | 95     | 96     | 96     | 98     | 573   | 13            |       |
| 21   | Lauris Strautmanis    | Lettonie                      | 96     | 93     | 96     | 95     | 96     | 96     | 572   | 18            |       |
| 22   | Gulfam Joseph         | Pakistan                      | 96     | 91     | 96     | 96     | 98     | 94     | 571   | 19            |       |
| 23   | Matěj Rampula         | Tchéquie                      | 96     | 92     | 95     | 96     | 97     | 95     | 571   | 16            |       |
| 24   | Ruslan Lunev          | Azerbaïdjan                   | 95     | 91     | 98     | 92     | 97     | 98     | 571   | 13            |       |
| 25   | Juraj Tužinský        | Slovaquie                     | 94     | 97     | 94     | 92     | 97     | 97     | 571   | 13            |       |
| 26   | Johnathan Wong        | Malaisie                      | 96     | 95     | 97     | 95     | 93     | 94     | 570   | 15            |       |
| 27   | Diego Santiago Parra  | Chili                         | 94     | 94     | 92     | 97     | 94     | 97     | 568   | 16            |       |
| 28   | Florian Fouquet       | France                        | 93     | 93     | 94     | 93     | 96     | 94     | 566   | 18            |       |
| 29   | Samir Bouchireb       | Algérie                       | 99     | 91     | 93     | 94     | 91     | 95     | 563   | 11            |       |
| 30   | Francisco Centeno     | Équipe olympique des réfugiés | 95     | 95     | 92     | 95     | 93     | 92     | 562   | 9             |       |
| 31   | Philipe Chateaubrian  | Brésil                        | 96     | 93     | 91     | 92     | 95     | 94     | 561   | 13            |       |
| 32   | Mohammed Bin Dallah   | Libye                         | 91     | 91     | 93     | 95     | 92     | 93     | 555   | 9             |       |
| 33   | Philip Elhage         | Aruba                         | 87     | 91     | 93     | 96     | 95     | 92     | 554   | 7             |       |

### Finale
Après la 3e série, à chaque série suivante, le moins bon tireur est éliminé, jusqu'à ce qu'ils ne soient plus que deux en compétition.
| Rang                                | Athlète               | Pays         | Séries | Séries | Séries | Séries | Séries | Séries | Séries | Séries | Séries | Total |
| Rang                                | Athlète               | Pays         | 1      | 2      | 3      | 4      | 5      | 6      | 7      | 8      | 9      | Total |
| ----------------------------------- | --------------------- | ------------ | ------ | ------ | ------ | ------ | ------ | ------ | ------ | ------ | ------ | ----- |
| Médaille d'or, Jeux olympiques      | Xie Yu                | Chine        | 50.2   | 99.2   | 120.5  | 140.3  | 160.7  | 180.9  | 201.1  | 220.9  | 240.9  | 240.9 |
| Médaille d'argent, Jeux olympiques  | Federico Nilo Maldini | Italie       | 50.1   | 100.1  | 120.4  | 140.7  | 161.6  | 181.7  | 200.6  | 220.2  | 240.0  | 240.0 |
| Médaille de bronze, Jeux olympiques | Paolo Monna           | Italie       | 51.6   | 101.4  | 120.6  | 141.3  | 160.1  | 181.2  | 199.8  | 218.6  | -      | 218.6 |
| 4                                   | Lee Won-ho            | Corée du Sud | 48.9   | 98.5   | 119.0  | 139.2  | 158.8  | 178.1  | 197.9  | -      | -      | 197.9 |
| 5                                   | Christian Reitz       | Allemagne    | 48.5   | 98.6   | 118.6  | 139.1  | 159.0  | 177.6  | -      | -      | -      | 177.6 |
| 6                                   | Robin Walter          | Allemagne    | 48.4   | 98.6   | 118.6  | 137.9  | 158.4  | -      | -      | -      | -      | 158.4 |
| 7                                   | Damir Mikec           | Serbie       | 49.0   | 97.1   | 117.7  | 136.9  | -      | -      | -      | -      | -      | 136.9 |
| 8                                   | Enkhtaivany Davaakhüü | Mongolie     | 47.7   | 95.9   | 115.7  | -      | -      | -      | -      | -      | -      | 115.7 |